# Liste des églises de Saint-Pierre-et-Miquelon
Cette liste des églises de Saint-Pierre-et-Miquelon recense les églises de la collectivité d'outre-mer de Saint-Pierre-et-Miquelon. Il est fait état des diverses protections dont elles peuvent bénéficier, et notamment les inscriptions et classements au titre des monuments historiques.
Toutes sont situées dans l'ancien vicariat apostolique de Saint-Pierre et Miquelon.
Le  1er mars 2018, à la suite de la démission pour raison d'âge de Mgr Pierre-Marie Gaschy, le vicariat est supprimé et son territoire est rattaché au diocèse de La Rochelle et Saintes sous forme de doyenné.

## Statistiques

### Nombres
La collectivité d'outre-mer de Saint-Pierre-et-Miquelon comprend 2 communes au 1er janvier 2021.
Depuis 2018, l'ancien vicariat apostolique de Saint-Pierre et Miquelon compte 2 paroisses.

## Classement
Le classement ci-après se fait par commune selon l'ordre alphabétique.
Il est fait état des diverses protections dont elles peuvent bénéficier, et notamment les inscriptions et classements au titre des monuments historiques.

## Liste

### Église catholique
La liste suivante recense les églises catholiques de la Saint-Pierre-et-Miquelon, en incluant les chapelles et les cathédrales. 
| Église                                                     | Commune           | Adresse | Coordonnées                         | Notice         | Protection | Date | Illustration                                               |
| ---------------------------------------------------------- | ----------------- | ------- | ----------------------------------- | -------------- | ---------- | ---- | ---------------------------------------------------------- |
| Église Notre-Dame-des-Ardilliers de Miquelon               | Miquelon-Langlade |         | 47° 06′ 02″ nord, 56° 22′ 40″ ouest | « PA97500001 » | Classé MH  | 2011 | Église Notre-Dame-des-Ardilliers de Miquelon               |
| Chapelle Sainte-Thérèse-de-l'Enfant-Jésus de Langlade      | Miquelon-Langlade |         | 46° 53′ 57″ nord, 56° 18′ 24″ ouest |                |            |      | Chapelle Sainte-Thérèse-de-l'Enfant-Jésus de Langlade      |
| Chapelle Notre-Dame-des-Marins de Saint-Pierre-et-Miquelon | Saint-Pierre      |         | 46° 47′ 03″ nord, 56° 08′ 59″ ouest | « PA97500007 » | Classé MH  | 2011 | Chapelle Notre-Dame-des-Marins de Saint-Pierre-et-Miquelon |
| Cathédrale Saint-Pierre de Saint-Pierre-et-Miquelon        | Saint-Pierre      |         | 46° 46′ 52″ nord, 56° 10′ 20″ ouest | « PA97500014 » | Classé MH  | 2020 | Cathédrale Saint-Pierre de Saint-Pierre-et-Miquelon        |